# Lucius Cornelius Dolabella (Prätor)
Lucius Cornelius Dolabella aus dem Zweig der Dolabeller der Gens der Cornelier war ein römischer Politiker, Militär und Senator.
Dolabella bekleidete um das Jahr 100 v. Chr. die Praetur. Anschließend war er in den Jahren 99 und 98 v. Chr. als Propraetor in Spanien. Hier kämpfte er erfolgreich gegen die Lusitaner und bekam für diese Erfolge einen Triumph zugesprochen.